# Masdevallia triangularis
Masdevallia triangularis es una especie de orquídea epífita, originaria de Venezuela hasta Ecuador.

## Descripción
Es una orquídea de pequeño tamaño, que prefiere clima fresco y agradable. Es de crecimiento epifita con un tallo , delgado, erecto, de color negro envuelto basalmente por 2 a 3 vainas tubulares y que llevan a una sola hoja, apical de 15 cm de longitud, obovada, erecta o suberecta, coriácea. La floración se produce en una inflorescencia de 15 cm de largo, erecta y delgada con una sola flor fragante que no aparece muy por encima de las hojas . Esta especie se puede confundir con Masdevallia instar, pero difiere en que tiene un labelo láminar obovado. Florecen en el verano y el otoño.

## Distribución y hábitat
Se encuentra en Venezuela, Colombia, Ecuador y Perú en las nebliselvas en alturas de 750 a 2300 metros donde les gusta un lugar aireado y húmedo, con el medio ambiente bien regado.

## Sinonimia
- Masdevallia maculigera Schltr.
- Masdevallia affinis ssp. maculigera (Schltr.) Luer[1]